# Diego de Zúñiga
Fray Diego de Zúñiga, cambió su apellido paterno Arias por Zúñiga para lograr mejor acogida, (Salamanca, 1 de enero de 1536 - Toledo, 1597 o 1598), escritor español, considerado como el filósofo escolástico agustino más importante en la segunda mitad del siglo XVI.

## Filiación
Hijo de Francisco Arias y de su mujer Juana de Solís. Usó en sus primeros años su apellido paterno. Profesó como Diego Arias en el Colegio agustino de Salamanca el 14 de diciembre de 1568, cambiando luego su apellido se llamó fray Diego de Zúñiga.

## Estudios
Estudió artes en Salamanca y teología en Alcalá de Henares, y en 1558 es ordenado sacerdote. A lo largo de su vida residirá en Valladolid, Salamanca, Toledo y Madrigal. Fue profesor en la Universidad de Osuna y se mostró discípulo no servil de Aristóteles, al que reformó con variantes platónicas y humanistas, negando ciertas máximas del aristotelismo escolástico, como el supuesto del motor inmóvil y mostrándose partidario del heliocentrismo en la declaración del verso 5 del capítulo 9 de sus In Job commentaria (1584), en que defiende las teorías planetarias copernicanas cuando todavía son consideradas contrarias a la Escritura, mientras que su amigo y compañero de orden, fray Luis de León, en su propio comentario se limita a hacer una explicación metafórica acerca de la caída de los poderosos injustos. «Terram moveri non est contra Scripturam Sanctam», declara, si bien en su In Philosophia prima pars, escrita al fin de sus días, rechazó el Copernicanismo como incompatible con la teoría aristotélica de la filosofía natural. Las teorías de Copérnico habían aparecido en el De revolutionibus orbium coelestium, en 1543, es decir, solamente 41 años antes del comentario de Zúñiga.
Zúñiga fue mencionado explícitamente junto a Copérnico en el Decreto de la Sagrada Congregación del Índice de libros prohibidos del 5 de marzo de 1616, por el que se prohibían las obras de ambos autores:

(...) También ha llegado a conocimiento de la esta Congregación que la doctrina pitagórica —que es falsa y por completo opuesta a la Sagrada Escritura— del movimiento de la Tierra y la inmovilidad del Sol, que también es enseñada por Nicolás Copérnico en 'De Revolutionibus orbium coelestium', y por Diego de Zúñiga en 'Job', está difundiéndose ahora en el extranjero y siendo aceptada por muchos (...). Por lo tanto, para que esta opinión no pueda insinuarse en mayor profundidad en perjuicio de la verdad Católica, la Sagrada Congregación ha decretado que la obra del susodicho Nicolás Copérnico, 'De Revolutionibus orbium', y de Diego de Zúñiga, 'Sobre Job', sean suspendidas hasta que sean corregidas.

Su más importante obra es el comentario a la obra lógica, física y metafísica de Aristóteles que tiene por título Didaci a Stunica eremitae Agustiniani Philosophiae prima pars, qua perfecte et eleganter quatuor scientiae Metaphysica, Dialectica, Rhetorica et Physica declarantur, ad Clementem octavum Pontificem maximum (Toledo: Petrus Rodríguez, 1597). Con esta obra renueva la metafísica en el siglo XVI al lado de los textos de otros autores como Diego Mas o Francisco Suárez. 
Sobre la biografía de Diego de Zúñiga es básico el trabajo de Ignacio Arámburu Cendoya, no solo por desvelar el problema de la identidad del agustino, sino por dar a la luz cartas inéditas y el opúsculo De optimo genere tradendae totius philosophiae et Sacrosanctae Scripturae explicandae, que aporta nueva luz sobre el método exegético de fray Luis de León. Sigue siendo útil, a pesar de sus errores, la monografía sobre Zúñiga de Conrado Muiños. La Ciudad de Dios dedicó un monográfico (enero-abril, 1999) a Diego de Zúñiga, que reunió estudios sobre distintos aspectos de su vida y de su obra. Gerardo Bolado ha estudiado la concepción enciclopédica de la filosofía, característica del agustino, así como las disciplinas filosóficas expuestas en su Philosophiae prima pars, e. d., Metafísica, Lógica, Retórica y Física.

## Obras
- Didaci a Stunica eremitae Agustiniani Philosophiae prima pars, qua perfecte et eleganter quatuor scientiae Metaphysica, Dialectica, Rhetorica et Physica declarantur, ad Clementem octavum Pontificem maximum (Toledo: Petrus Rodríguez, 1597)
- "Correspondencia de Diego de Zúñiga con los Papas S. Pío V y Gregorio XIII, y los Cardenales de la Curia Romana: Crivelli y Sirleto", publicada por I. Arámburu Cendoya, "Diego de Zúñiga, biografía y nuevos escritos", Archivo Agustiniano, 1961, 55, pp. 51-103; 329-384).
- De optimo genere tradendae totius Philosophiae et Sacrosanctae Scriturae explicandae (publicado por I. Arámburu Cendoya en el artículo antes citado).
- De totius Dialectiacer constitutione contra Ramum pro Aristotele.
- De vera Religione in mones sui temporis haereticos, libri tres, Salmanticae, Mathias Gastius, 1577.
- In Zachariam Prophetam Commentaria, Salamanca, Matías Gast, 1577.
- In Job Commentaria, Toleti, Ioannes Rodericus, 1584; nueva edición: Romae, Franciscum Zanettum, 1591.
- Metafísica (1597). Edición, introducción, traducción y notas de Gerardo Bolado. Colección de Pensamiento Medieval y Renacentista 96, Eunsa, Pamplona, 2008.
- Física (1597). Edición, introducción, traducción y notas de Gerardo Bolado. Colección de Pensamiento Medieval y Renacentista 110, Eunsa. Pamplona, 2009.